# Танжер - Тетуан
Танжер – Тетуан е един от 16-те региони на Мароко. Населението му е 2 470 372 жители (2004 г.), а площта 11 570 кв. км. Намира се в часова зона UTC+0 в северната част на страната. Разделен е на 5 провинции и префектури.